# Marina Ortrud Hertrampf
Marina Ortrud Hertrampf (* 1976 in Braunschweig) ist eine deutsche Romanistin.

## Leben
Nach dem Abitur 1995 am Leibniz-Gymnasium Altdorf bei Nürnberg studierte sie von 1995 bis 2003 auf Lehramt für Gymnasium (Englisch/Französisch/Germanistik) und Deutsch als Fremdsprache in Regensburg und von 1998 bis 1999 an der Universität Pau. Nach der Promotion 2009 zur Dr. phil. an der Universität Regensburg im Fach Romanische Literaturwissenschaft und der Habilitation 2015 ebenda mit der Venia Legendi für das Fachgebiet Romanische Philologie (Französische und Spanische Literatur- und Kulturgeschichte) ist sie seit 2020 Professorin für Romanische Literatur- und Kulturwissenschaft (Schwerpunkt Frankreich) an der Universität Passau.
Ihre Forschungsschwerpunkte sind Intermedialität, Comic/Graphic Novel, Dokufiktion, Raumtheorien, Ruralität, Religion / Protestantismus in der Romania, Trans-/Interkulturalität, Kulturkontakt, Identität/Alterität, Diaspora, Migration, Minderheiten, Romani Studies (Literaturen und Kulturen von Roma) und Literaturdidaktik.

## Schriften (Auswahl)
- Photographie und Roman. Analyse – Form – Funktion. Intermedialität im Spannungsfeld von nouveau roman und postmoderner Ästhetik im Werk von Patrick Deville. Bielefeld 2011, ISBN 978-3-8376-1718-4.
- Le printemps des arabes en bulles oder Der Arabische Frühling im Spiegel frankophoner Graphic Novels. Heidelberg 2016, ISBN 3-8253-6684-7.
- Der „(un)heilige“ Raum. Die Dimensionen des Raumes im auto sacramental. Eine (raumtheoretische) Gattungsgeschichte von der Frühen Neuzeit bis zur Postmoderne. Berlin 2018, ISBN 3-631-74961-9.
- mit Beatrice Nickel (Hrsg.): Deutsch-französische Chronotopoi des Ersten Weltkrieges. Tübingen 2019, ISBN 3-95809-031-1.
- (Hrsg.): Frieden! Pazifistische Gedanken im Umkreis von Romain Rolland. avm Edition, München 2022, ISBN 978-3-95477-146-2, (online).